# آنجلیکا چیخوتسکا
آنجلیکا چیخوتسکا (لهستانی: Angelika Cichocka؛ زادهٔ ۱۵ مارس ۱۹۸۸) دونده دو نیمه‌استقامت اهل لهستان است.
وی در مسابقات کشوری و بین‌المللی در مجموع برندهٔ ۱ مدال طلا شده‌است.